# Najlepszy zawodnik sezonu mistrzostw ZSRR w hokeju na lodzie
Najlepszy zawodnik sezonu mistrzostw ZSRR w hokeju na lodzie – nagroda przyznawana corocznie najbardziej wartościowemu zawodnikowi edycji radzieckich mistrzostw w hokeju na lodzie. Wyróżnienie było przyznawane w latach 1946-1991. Najczęściej, pięć razy, nagradzany był Władisław Trietjak.

## Nagrodzeni
- 1967/1968: Anatolij Firsow
- 1968/1969: Anatolij Firsow
- 1969/1970: Wiktor Konowalenko
- 1970/1971: Anatolij Firsow
- 1971/1972: Walerij Charłamow / Aleksandr Malcew
- 1972/1973: Walerij Charłamow
- 1973/1974: Władisław Trietjak
- 1974/1975: Władisław Trietjak
- 1975/1976: Władisław Trietjak
- 1976/1977: Helmuts Balderis
- 1977/1978: Boris Michajłow
- 1978/1979: Boris Michajłow
- 1979/1980: Siergiej Makarow
- 1980/1981: Władisław Trietjak
- 1981/1982: Wiaczesław Fietisow
- 1982/1983: Władisław Trietjak
- 1983/1984: Nikołaj Drozdiecki
- 1984/1985: Siergiej Makarow
- 1985/1986: Wiaczesław Fietisow
- 1986/1987: Władimir Krutow
- 1987/1988: Igor Łarionow
- 1988/1989: Siergiej Makarow
- 1989/1990: Andriej Chomutow
- 1990/1991: Walerij Kamienski